# 42 (getal)
42 is het natuurlijke getal volgend op 41 en gevolgd door 43.

## In de wiskunde
De priemfactoren van dit samengestelde getal maken het een sphenisch getal. Het is een Catalan-getal, een meandrisch getal, een open-meandrischgetal en een harshadgetal. Het wordt omringd door een priemtweeling.

## In de natuurwetenschappen
- Het atoomnummer van het scheikundig element molybdeen (Mo) is 42.

## In het Nederlands
Tweeënveertig is een hoofdtelwoord.

## In religie
- In de Japanse cultuur, wordt 42 gezien als ongeluksgetal omdat de uitspraak van de nummers los -Shi ni (vier twee)- klinken als het woord voor 'dood'.
- Het aantal mannen van Beth-Azmaveth in de volkstelling van Israël bij de terugkeer uit de ballingschap. (Bijbel, Ezra 2:24)
- Het aantal maanden dat het Beest heerst over de Aarde. (Bijbel, Openbaring 13:5)
- Het aantal generaties van Abraham tot Jezus in het evangelie van Mattheüs. (Bijbel, Matteüs 1:17)
- Er zijn 42 principes/vragen van Ma'at.(Egyptische teksten uit de 'Boek der doden')
- De Gutenbergbijbel is ook bekend als de '42-regel bijbel', omdat het boek 42 regels per pagina bevat.
- De Soetra van 42 secties is een boeddhistische tekst.
- De 42 artikelen (1552), grotendeels het werk van Thomas Cranmer, was bedoeld om de Angelicaanse doctrine te beschrijven, welke nu bekend is onder het bewind van Edward VI.

## Overig
- Het antwoord op de ultieme vraag over het Leven, het Universum, en Alles, volgens Douglas Adams' boek The Hitchhiker's Guide to the Galaxy. De populariteit van dit boek maakt dat dit getal op de vreemdste plekken opduikt, zoals aan het begin van ieder TIFF-bestand. De officiële TIFF-specificatie zegt hierover, "this value was chosen for its deep philosophical significance."
- Het nummer van het Franse departement Loire.
- Het aantal verschillende soorten kaas waar om wordt gevraagd in de Cheese Shop Sketch van Monty Python.
- Een standaard olievat heeft een inhoud van 42 US gallons.
- Wolven en honden (geslacht Canis) hebben 42 tanden.
- Deel van de naam van:
  - 42 BELOW, een wodka uit Nieuw-Zeeland.
  - Level 42, de naam van een band.
  - Trio 42, naam van een kamermuziekensemble, bestaande uit een violiste, saxofonist en harpist
- Het jaar A.D. 42, en 1942.
- Een Nederlands hardlooptijdschrift, omdat de marathon 42,195 km lang is.
- Het appartement van Fox Mulder in de X-files heeft nummer 42.
- Rutger Hauer maakte reclame voor Guinness met onder andere de slagzin "It's hard to put value to things, this however is 42".
- De titel van een nummer op het album Viva La Vida or Death And All His Friends van de band Coldplay.
- Het laatste getal in de rij die een rol speelde in de tv-serie Lost: 4 8 15 16 23 42.
- Het rugnummer van Jackie Robinson, de allereerste Afro-Amerikaanse honkballer in de Major League Baseball (MLB). Sinds 1997 is zijn rugnummer ‘retired’ in de MLB, maar sinds 2007 (60 jaar na zijn debuut) dragen alle spelers op 15 april (‘Jackie Robinson day’) rugnummer 42.
- Het voormalige landnummer voor internationale telefoongesprekken naar Tsjechoslowakije.